# Park an der Spree

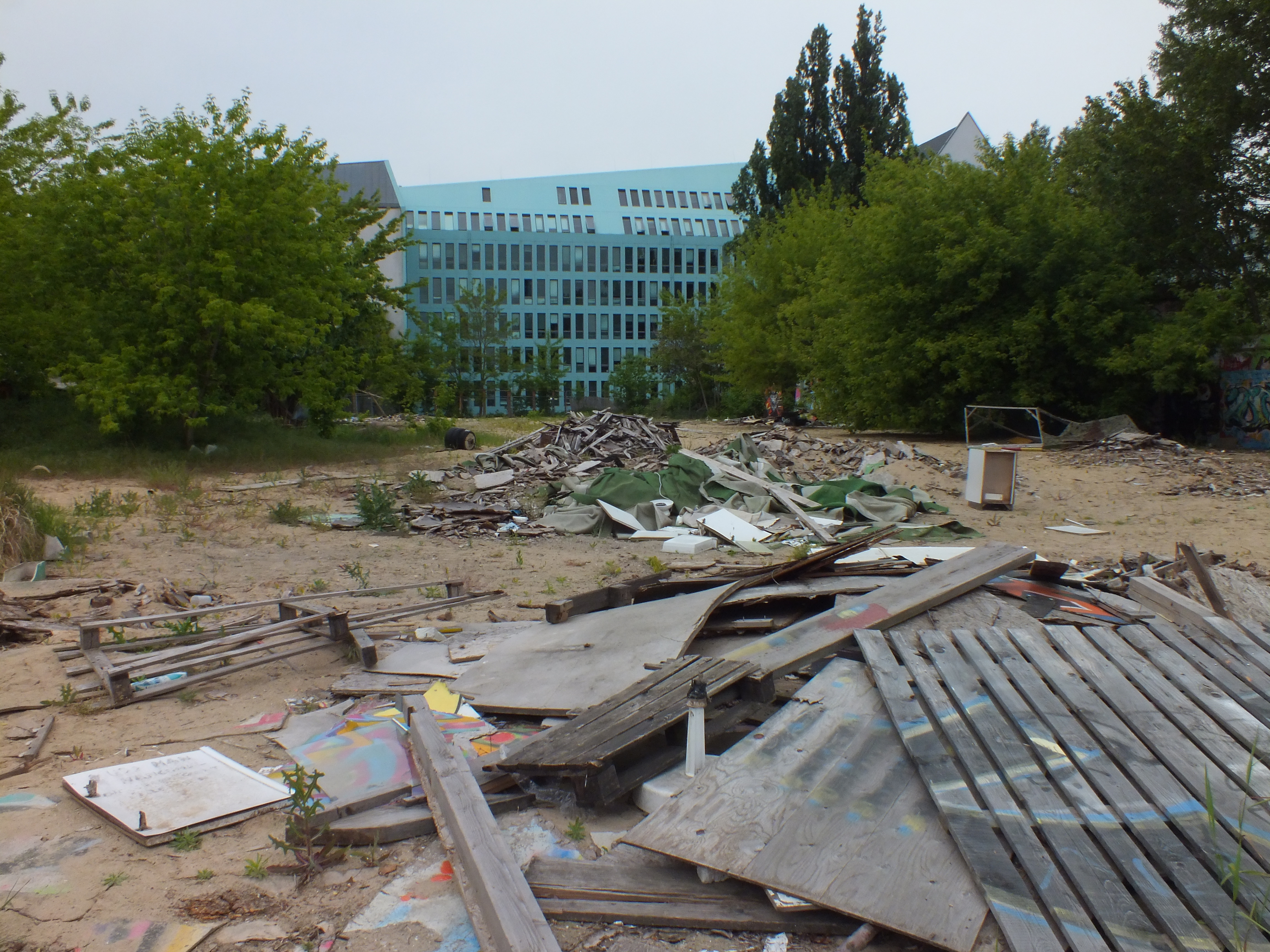
Entrümpelung im zukünftigen Park hat begonnen, 2015

Der Park an der Spree ist ein in Planung befindlicher Park im Berliner Ortsteil Friedrichshain am Stralauer Platz. Er ist Teil des Investorenprojektes Mediaspree.

## Entstehungsgeschichte
Der Park entsteht als Ausgleichsmaßnahme für die Umbaumaßnahmen am Bahnhof Ostkreuz. Er hat eine geplante Fläche von rund zwei Hektar und wird von den Landschaftsarchitekten Häfner/Jimenez gestaltet. Die Kosten belaufen sich auf rund 680.000 Euro und werden von der Deutschen Bahn AG getragen.

## Geschichte des Parkgeländes
Das Gelände an der Spree hat eine wechselvolle Geschichte. 1684 bis 1686 errichtete der aus Holland stammende Marinedirektor Benjamin Raulé vor dem Stralauer Tor die erste holländische Windschneide-Mühle (spätere Grundstücks-Nr. 59). Die Straße wurde daher als Holländische Windmühlenstraße bezeichnet. Seit 1786 heißt sie offiziell Mühlenstraße. Der Holländer Michael Matthias Smids pachtete 1686 die Windmühle. 1699 überließ Kurfürst Friedrich III. dem holländischen Kaufmann Peter Zeemann († 1720) aus Saardam die Mühle mit Grundstück. Dieser errichtete 1702/03 auf dem Gelände zwei weitere holländische Mühlen, eine Perlgraupen- und eine Grützmühle, wahrscheinlich als Ersatz für die erste Mühle. 1714 erhielt Zeemann auch das Recht für die Produktion von Brau- und Brandweinerzeugnissen. 1763, als die Mühlen schon nicht mehr existierten, wurde das Grundstück aufgeteilt und es siedelten sich nach und nach unter den Adressen Mühlenstraße Nr. 47–60 verschiedene Gewerbebetriebe an, z. B. eine Kattunfabrik, eine Stärkefabrik, eine Zucker- und eine Pappenfabrik. 1836 nahm der Holzhändler und Sägewerkbesitzer David Francke die erste Dampfschneidemühle Berlins in Betrieb (Grundstück Nr. 53). 1888 wurden auf dem Grundstück Nr. 50 die 138. und 158. Gemeindeschulen gebaut. Im Zweiten Weltkrieg wurden die Gebäude weitgehend zerstört.